# 항공사고조사위원회
항공사고조사위원회(航空事故調査委員會, Korea Aviation Accident Investigation Board)는 항공 사고를 조사했던 대한민국의 기관이다. 2005년을 기준으로 본사는 서울특별시 강서구 공항동의 김포국제공항 근처에 위치해 있었으며, FDR/CVR 및 잔해·파편 연구소가 김포공항소유지에 위치해 있었다. 2004년 경에는 본사는 경기도 과천시에 위치했다.
이 기관은 민간항공국의 조사 부서를 대체하기 위해 2002년 8월 12일에 설립되었다. 2006년 7월 10일, 항공사고조사위원회와 철도사고조사위원회가 병합되면서 항공·철도사고조사위원회가 설립되었다.

## 같이 보기
- 중국국제항공 129편 추락 사고